# Parstein
Parstein is een plaats (Ortsteil) in de Duitse gemeente Parsteinsee, deelstaat Brandenburg, en telt 296 inwoners.

## Geschiedenis
De toenmalige zelfstandige gemeente is op 1 maart 2002 op vrijwillige basis gefuseerd met de Lüdersdorf tot de gemeente Parsteinsee.